# Église Saint-Pierre d'Avon
Pour les articles homonymes, voir Église Saint-Pierre et Église d'Avon.
L'église Saint-Pierre est une église catholique du XIe siècle, située à Avon, en France. Elle a été classée au titre des monuments historiques en 1908. Il s'agit de l'un plus anciens édifices de toute la région.

## Situation et accès
L'église est située dans le quartier historique du centre-ville de la commune d'Avon, dans le département français de Seine-et-Marne. Elle se trouve à-côté du couvent des Carmes. Un repère de nivellement placé sur l'un des contreforts de la façade du clocher à 60 centimètres au-dessus du sol fait état d'une altitude de 73,608 mètres.

## Histoire

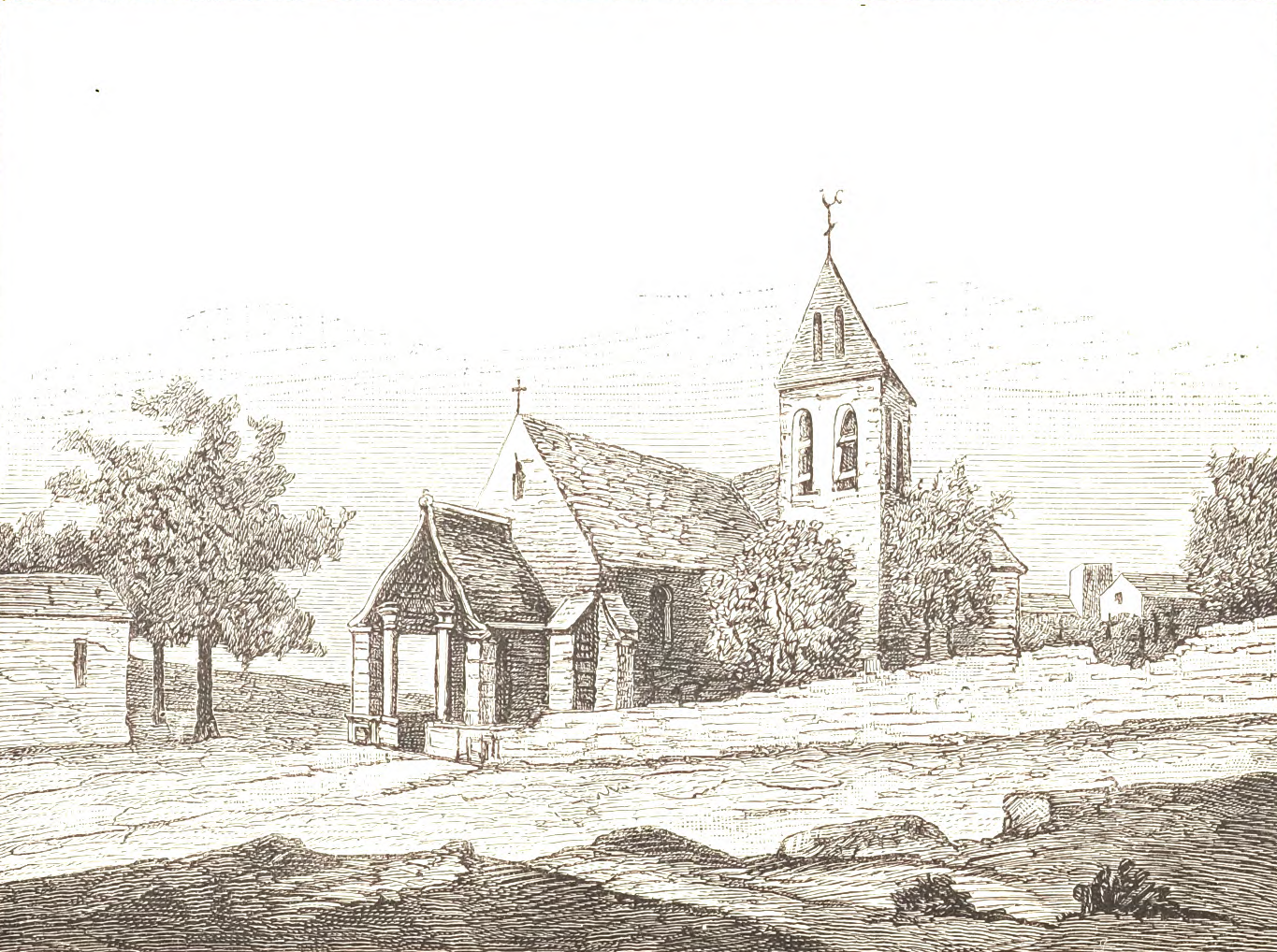
Gravure Vue de l'église d'Avon par Ph. de Séréville del. avant 1879

Les débuts de sa construction se situent vers 1100 et cela fait de cet édifice religieux, l'un des plus anciens de la région. C'est alors une petite église en calcaire et en grès en forme de croix latine : nef et transept actuels. En 1259, la paroisse d'Avon est rattachée au diocèse de Sens. Église paroissiale, elle devient église royale car les rois de France qui séjournent successivement dans le modeste rendez-vous de chasse dit « de la Fontaine belle eau », viennent entendre la messe à Avon. Au fil des siècles, ce pavillon de chasse s'agrandira, s'embellira, pour devenir le château de Fontainebleau.
De 1549 à la Révolution, les curés sont sélectionnés parmi les Trinitaires. Le robuste clocher carré date du XIIe siècle. En 1555, suppression de l'abside et édification du chœur gothique flamboyant, par Jean de Monceau, seigneur d'Avon. Du retable Henri II, il ne reste que deux statues de bois polychrome fixées sur des piliers, la Vierge et saint Jean, sauvées de l'incendie survenu en 1892 ayant également détruit les bannières, les riches ornements et les verrières du XVIe siècle. Le portail en grèserie est du XVIe siècle, et du XVIIe siècle l'auvent du porche sous lequel Madame de Maintenon, bienfaitrice de la paroisse, enseignait le catéchisme aux petits Avonnais. Au XVIIIe siècle, le porche est élevé.
En 1611, baptême de la cloche « Louise » dont le jeune Louis XIII, 10 ans, est le parrain. En 1616 pose du baptistère. C'est en 1690 que le général de l'ordre des Trinitaires fait creuser le caveau en avant du chœur. Les curés d'Avon, religieux trinitaires, y sont inhumés jusqu'à la Révolution. En 1875, cinquante six pierres tombales placées sur le sol de l'église et dont les inscriptions s'effacent, sont relevées et fixées au mur du bas côté droit, dont celle du célèbre mathématicien Étienne Bézout. Celle de Jean de Monaldeschi, écuyer de la reine Christine de Suède, assassiné le 10 novembre 1657 sur son ordre dans la Galerie des Cerfs du Palais, demeure à l'entrée de l'édifice près de la vénérable pierre de seuil usée depuis près de 900 ans par le passage des fidèles.
On recense aussi cinq statuettes en bois du XVIIe siècle provenant probablement de bâtons de procession. Parmi les verrières du chœur, celles de saint Pierre et saint Paul, patrons de la paroisse, ainsi que deux vitraux consacrés à saint Fiacre, le patron des jardiniers d'Avon. Dans le bas-côté gauche, le petit et récent vitrail souvenir de la déportation, qui rappelle le sacrifice des vingt-trois Avonnais morts dans les camps de concentration, en particulier le père Jacques (Au revoir les enfants) et Rémy Dumoncel, ancien maire de la commune. Enfin, une série de vitraux dédiés à Notre Dame sont dus au verrier Haussaire.
L'édifice est classé au titre des monuments historiques par arrêté du 20 juillet 1908.

## Mobilier

### Sépultures

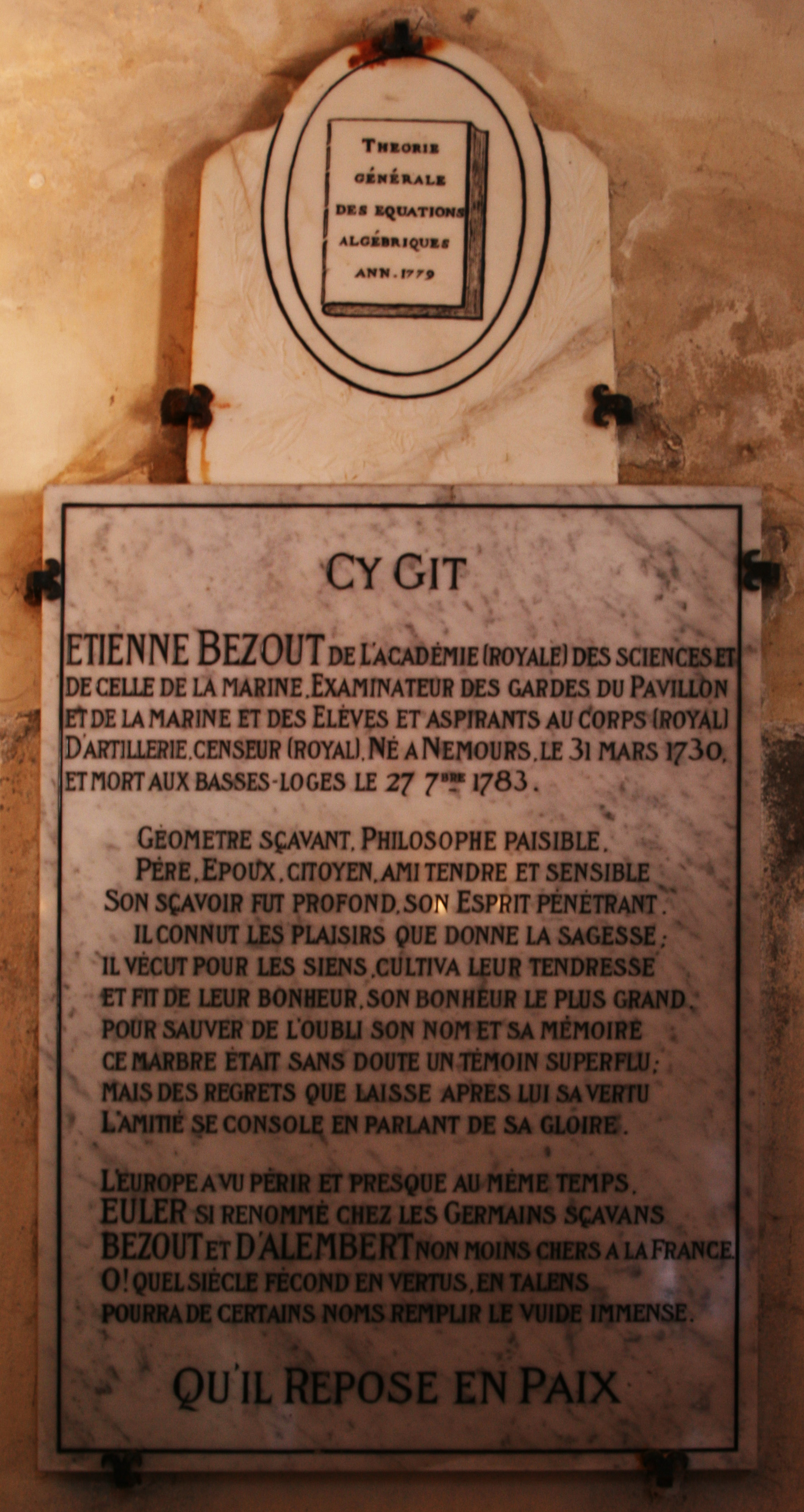
Pierre tombale d'Étienne Bézout dans l'église Saint-Pierre à Avon.

- Edme-Louis Daubenton, naturaliste français (1730 - 1785)
- Étienne Bézout, mathématicien français (1730 - 1783)
- Giovanni Monaldeschi, écuyer de Christine de Suède.

## Représentations culturelles

### Peinture
- 1935 : L'Église d'Avon à Fontainebleau par Alexandre Benois[6]. Le porche et la façade nord sont représentés depuis la rue Père-Jacques.

### Littérature
- 1912 : Mes souvenirs (1848-1912) (lire sur Wikisource), p. 70 par Jules Massenet

« Le 8 octobre, mon mariage se fit dans la vieille petite église du village d’Avon, près de Fontainebleau. »